# Kochknopf
Ein Kochknopf ist ein spezieller Knopf, der zum Schließen von Koch- und Bäckerjacken verwendet wird. Funktionell ist ein Kochknopf ein Steckknopf, von der Form her ein Rundknopf oder Kugelknopf. In der Regel ist der Knopf auf der hinteren Seite durch eine Scheibe und auf der vorderen durch eine Kugel begrenzt.

## Funktion
Ein Kochknopf lässt sich leicht vom Kleidungsstück trennen, weil er nicht angenäht ist. Die Kochjacke hat dazu auf beiden Seiten nur Knopflöcher, angeordnet in zwei Reihen. Da Kochjacken leicht schmutzig werden und mit hohen Temperaturen gewaschen werden, sind abnehmbare Knöpfe von Vorteil. Die knopflose Jacke kann zudem leicht mit der Bügelmaschine gebügelt werden. Damit die Knöpfe nicht einzeln montiert und abgenommen werden müssen, gibt es textile Knopfleisten mit einer Reihe von Knopflöchern, die zusammen mit einer ganzen Knopfreihe von der Jacke entfernt werden.
Durch die Form des Knopfes lässt sich die Jacke ohne Gefahr einer Beschädigung schnell aufreißen, auch für den Fall, dass sie mit heißen Flüssigkeiten in Berührung kommen oder in Brand geraten sollte.
Die Wickelfunktion mit zwei Knopfreihen erlaubt es zudem, durch umgekehrtes Montieren der Knöpfe die schmutzige Seite der Jacke nach innen und die saubere nach außen zu tragen.

## Varianten
Aufgrund der Trennbarkeit vom Kleidungsstück gibt es zahlreiche modische Varianten dieser Knöpfe. Es werden Knöpfe aus unterschiedlichen Materialien, in verschiedenen Farben und mit unterschiedlichen Motiven angeboten. Die meisten Kochknöpfe sind heute aus Kunststoff. Die Farbe der Knöpfe ist im Allgemeinen kein Merkmal für den Ausbildungsstand oder das Tätigkeitsfeld des Trägers. Allerdings kann der Arbeitgeber im Sinne einer Corporate Identity Farbe und Gestaltung der zu verwendenden Knöpfe bestimmen.
Einer der bekanntesten deutschen Hersteller von Kochknöpfen ist Greiff Mode.

## Geschichte
Der Kupferstich zu Beginn des zweiten Bandes von Le Maître d'hôtel français (1822) des Küchenpioniers Marie-Antoine Carême zeigt bereits Köche mit zweireihig geknöpften weißen Kochjacken mit runden Knöpfen. Lose Knöpfe, die in Doppelknopflöcher eingesteckt wurden, waren im 19. Jahrhundert üblich und haben sich bis heute nur vereinzelt bei Manschettenknöpfen, Frackhemdenknöpfen oder Kragenknöpfen von Uniformen und Trachten erhalten, dort weniger aus praktischen Gründen wie bei den Kochknöpfen, sondern eher wegen ihrer kostbaren Machart, die ein Mitwaschen nicht ratsam erscheinen ließe.